# Saarländischer Verdienstorden

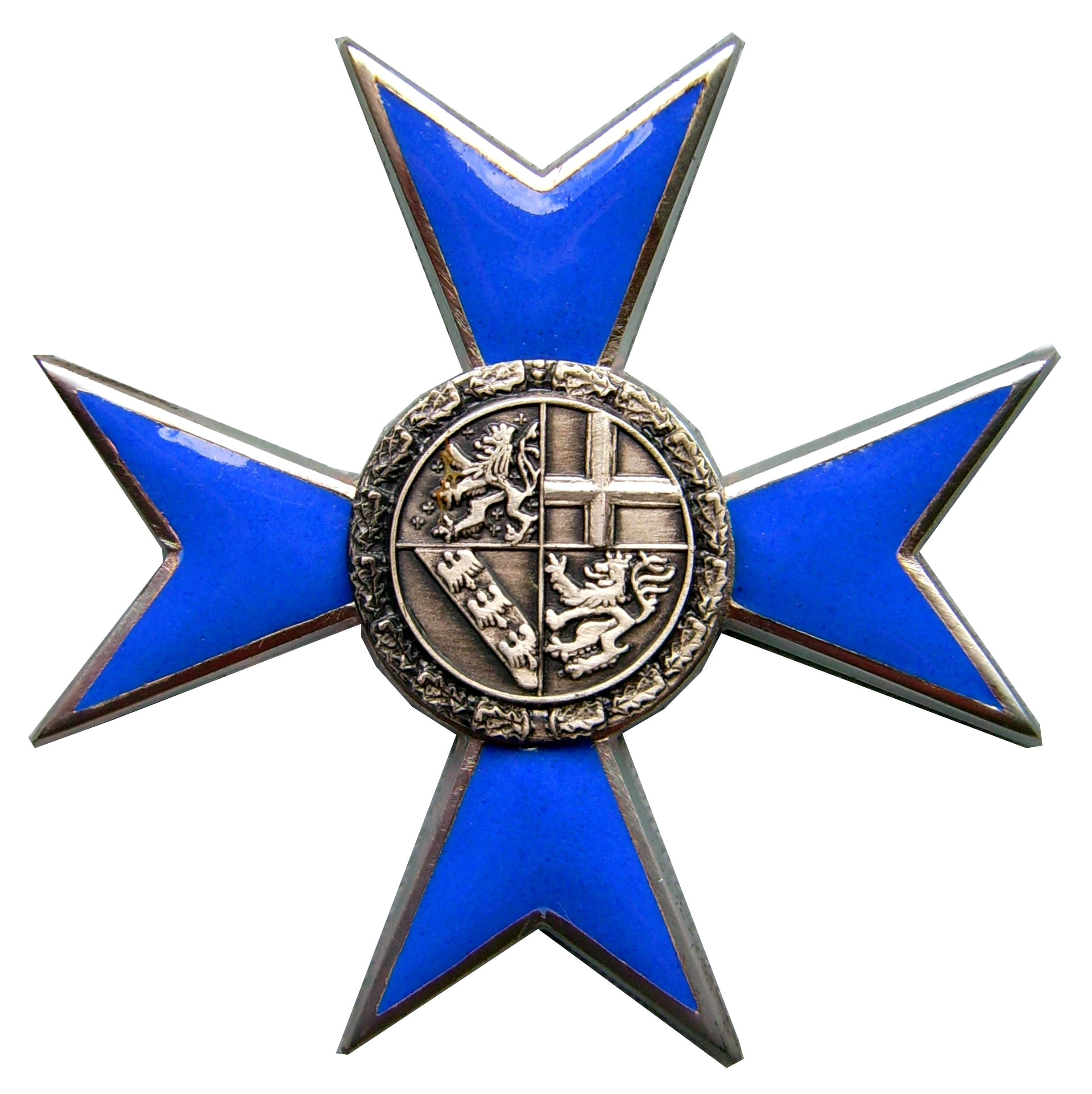
Ordenszeichen

Der Saarländische Verdienstorden ist die höchste Auszeichnung des Saarlandes. 

## Vergabe
Rechtsgrundlage ist der Erlaß der saarländischen Landesregierung über die Stiftung des Saarländischen Verdienstordens aus dem Jahr 1974; die Ausführungsbestimmungen für das Bundesverdienstkreuz werden analog angewendet.
Der Ministerpräsident verleiht den Orden als „Zeichen der Anerkennung für besondere Verdienste um das Saarland“. Das Ordensverfahren wird in der Staatskanzlei von der Stabsstelle Protokoll und Auswärtige Angelegenheiten durchgeführt. Vorschlagsberechtigt sind der Landtagspräsident und die Landesminister, Ordensanregungen kann jedermann einreichen.
Der Saarländische Verdienstorden wird in einer Klasse verliehen (internationale Klasse: Offizier). Bekanntgemacht werden die Auszeichnungen im Amtsblatt des Saarlandes. In der Regel überreicht ein Landesminister die Insignien und die Verleihungsurkunde. Vom Ministerpräsidenten erhält der Beliehene ein Glückwunschschreiben.
Die Verleihung kann vom Ministerpräsidenten widerrufen werden, wenn sich der Beliehene im Nachhinein durch sein Verhalten der Auszeichnung unwürdig erweist. Gleiches gilt, wenn ein solches früheres Verhalten erst nach der Verleihung bekannt wird. Die Insignien und die Urkunde sind in diesem Fall zurückzugeben.

## Insignien
Gemäß Artikel 2 des Stiftungserlasses vom 10. Dezember 1974 ist das Ordenszeichen „ein blau emailliertes achtspitziges Kreuz mit vier gleich langen Armen und mit abgeschrägtem silbernem Rand. Die Länge der paarweise einander gegenübergestellten Kreuzarme beträgt 55 mm. Im Schnittpunkt der Balken ist ein von einem silbernen Eichenlaubkranz gefaßter  silberner Rundschild (Durchmesser 19 mm) mit dem Wappen des Saarlandes aufgelegt.“
Der Orden wird als Steckkreuz an der Brust getragen. Man kann auch eine verkleinerte, 10 mm breite Ausgabe tragen, in der anstelle des Saarlandwappens analog zum kleinen Landessiegel ein gekrönter Löwe dargestellt wird.
Das Ordenszeichen geht in das Eigentum des Beliehenen über und muss nach dessen Tod nicht von seinen Erben zurückgegeben werden.